# 訃報 1980年5月
訃報 1980年5月（ふほう 1980ねん5がつ）では、1980年（昭和55年）5月中に物故した、又は物故が報じられた人物についてまとめる。

## （1日 - 15日）

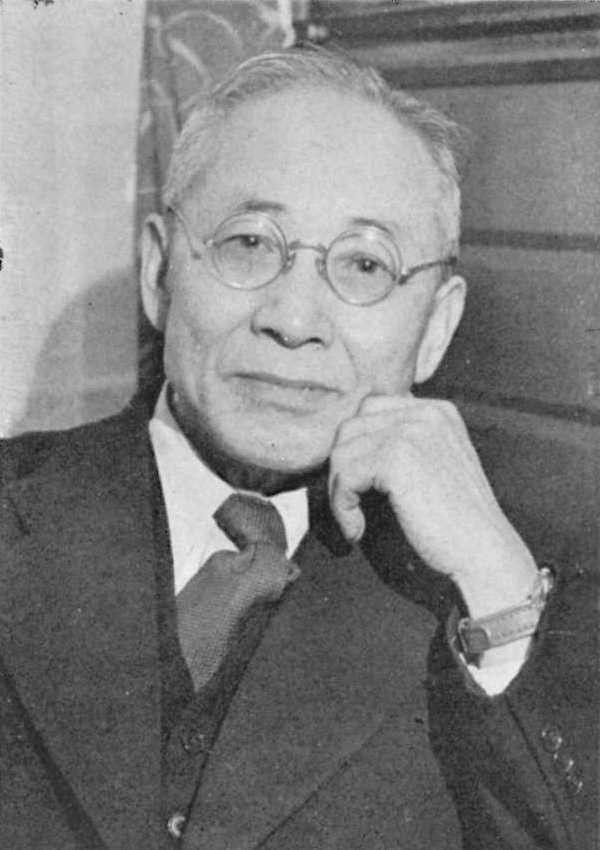
大内兵衛／5月1日没

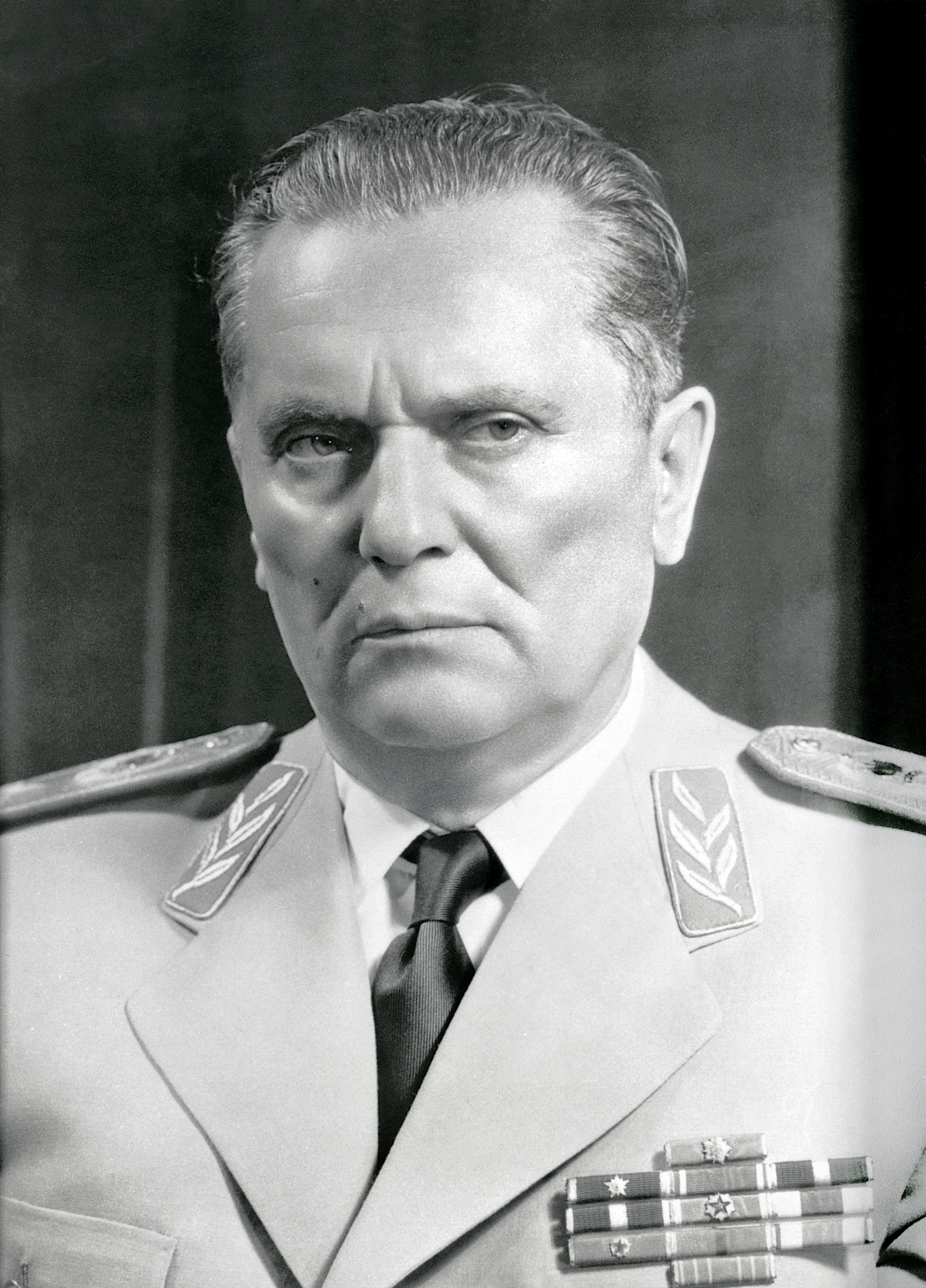
ヨシップ・ブロズ・チトー／5月4日没

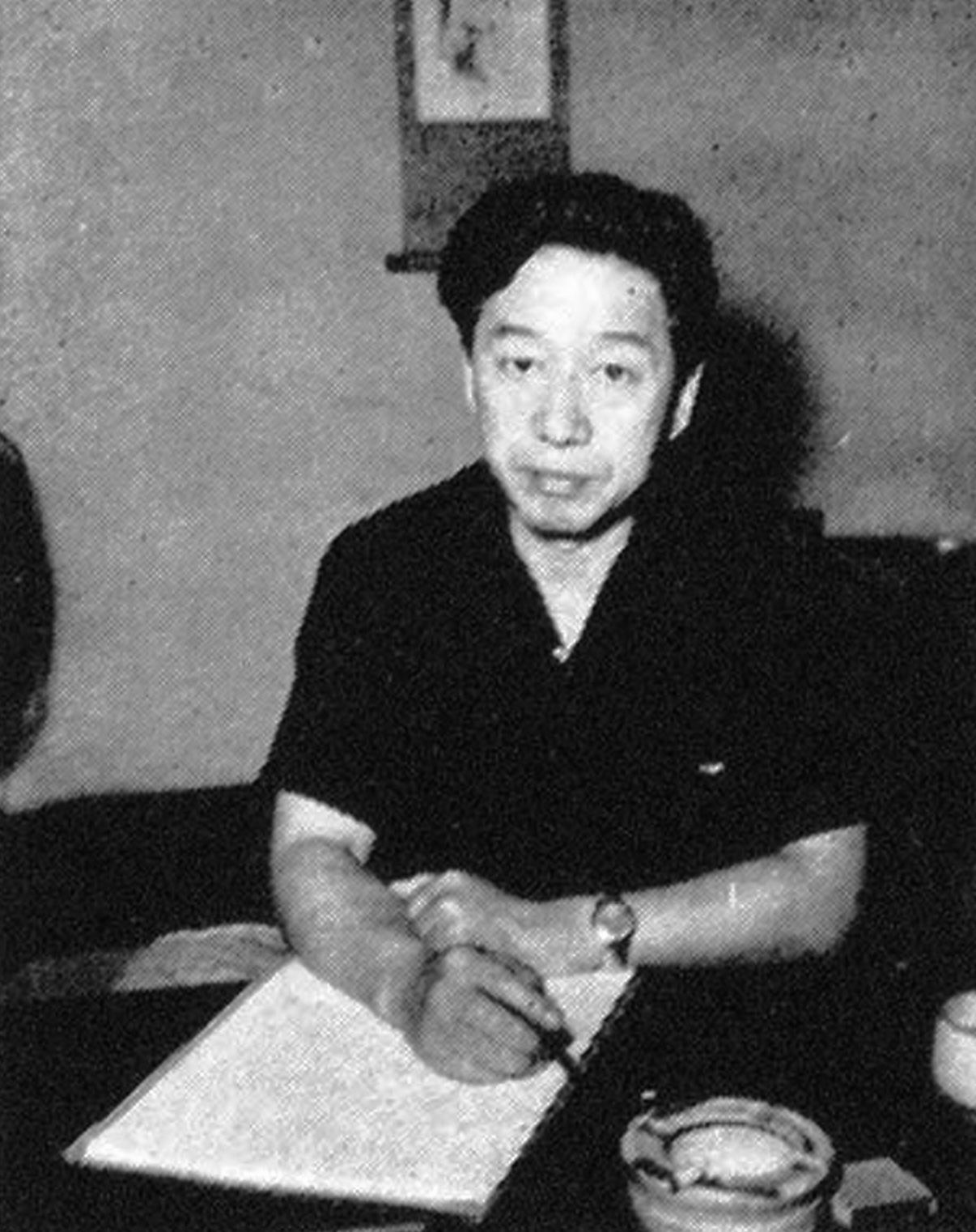
志村立美／5月4日没

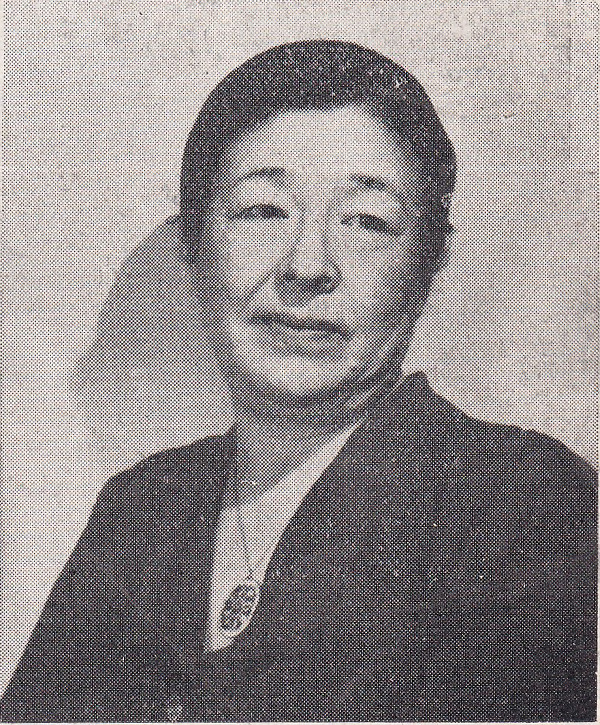
東山千栄子／5月8日没

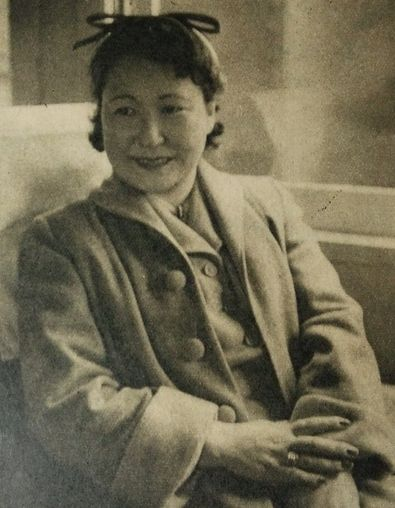
沢田美喜／5月12日没

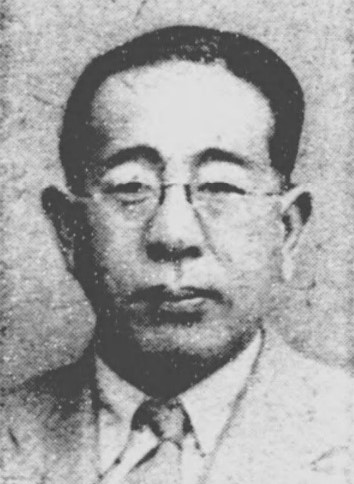
蠟山政道／5月15日没

- 5月1日 - 大内兵衛、経済学者、法政大学総長（* 1888年）
- 5月4日 - ヨシップ・ブロズ・チトー、ユーゴスラビア大統領（* 1892年）
- 5月4日 - 志村立美、画家（* 1907年）
- 5月7日 - 野呂邦暢、小説家（* 1937年）
- 5月8日 - 東山千栄子、女優（* 1890年）
- 5月8日 - 斎藤玄、俳人（* 1914年）
- 5月12日 - 沢田美喜、社会事業家（* 1901年）
- 5月15日 - 蠟山政道、政治学者・行政学者・政治家（* 1895年）

## （16日 - 31日）

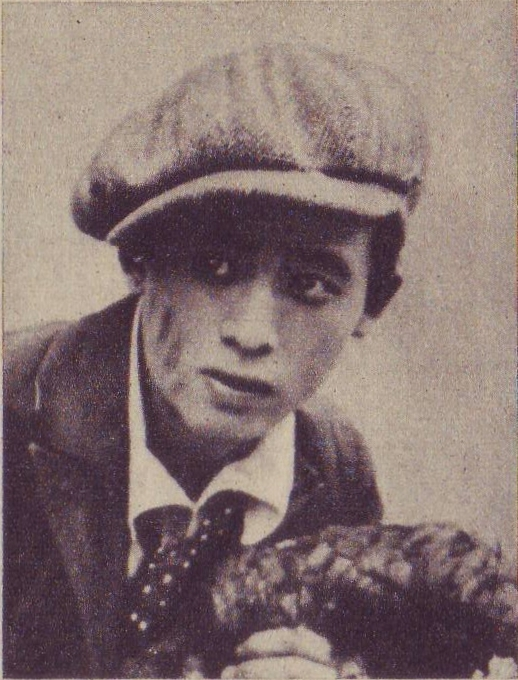
稲垣浩／5月21日没

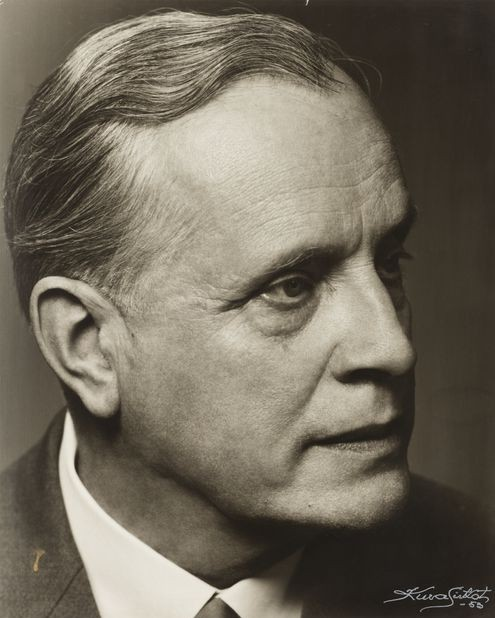
ロルフ・ネヴァンリンナ／5月28日没

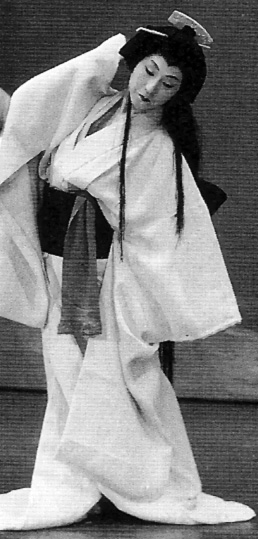
天津乙女／5月30日没

- 5月21日 - 稲垣浩、映画監督（* 1905年）
- 5月26日 - 横田豊一郎、陸軍軍人（* 1892年）
- 5月27日 - 森白甫、日本画家（* 1898年）
- 5月27日 - 井口貞夫、外交官・元カナダ・中華民国大使（* 1899年）
- 5月27日 - 唐木順三、評論家・哲学者・思想家（* 1904年）
- 5月28日 - ロルフ・ネヴァンリンナ、数学者（* 1895年）
- 5月30日 - 天津乙女、宝塚歌劇団団員（* 1905年）